# Confrérie des bailes
En 1235, apparaît à Arles la confrérie des bailes ou confratria des baiuli, nouvelle institution politique qui fait suite au gouvernement des podestats des années 1220-1235. Elle est dirigée par Bertrand et Raymond Porcelet.

## Le nom
Le nom de « La confrérie » a dans l'histoire médiévale arlésienne a une signification bien précise. Il ne s'agit pas d'une association religieuse, mais d'un instrument de combat politique entre les mains de la ploutocratie arlésienne contre la puissance et le pouvoir des ordres militaires religieux et de l'archevêque. Le nom bailes reste mystérieux, même si les bauili, administrateurs de fiefs,  sont nombreux au Moyen Âge dans le midi de la France. Cette appellation de bailes pourrait donc signifier que l'aristocratie locale administre l'exécutif urbain.

## Organisation et caractéristiques
La confrérie dirige l'exécutif urbain à travers deux conseils comprenant des majores consilarii et des minores consilarii, soit des représentants de l'aristocratie et de la bourgeoisie nouvellement enrichie. Contrairement à Marseille et Avignon, à Arles ce nouveau régime conserve un caractère aristocratique. Les couches inférieures de la population et le bas-clergé n'y sont point associés ce qui en fragilise sa légitimité et son implantation.
Une autre caractéristique importante de la confrérie des bailes est son caractère anti-clérical. Aux yeux de certains historiens la confratria est en effet proche de l'hérésie cathare car en cette période d'inquisition, le patriciat arlésien redoute une confiscation de ses biens. De plus la richesse croissante des ordres religieux, tels que les Templiers et les Hospitaliers qui se constituent d'immense domaines notamment en Camargue devient pour lui une réelle source d'inquiétude.

## Histoire
« La confrérie » n'a duré que peu de temps, initialement entre juillet 1235-juillet 1236, puis après une période troublée qui voit l'arrivée de Charles d'Anjou à la tête du comté de Provence, de 1246 à 1247, période au cours de laquelle Arles forme une ligue avec les villes de Marseille et d'Avignon.
Ces deux périodes sont extrêmement agitées avec une politique anticléricale violente : mise à sac du palais épiscopal, sécularisation des biens du clergé, meurtres, interdiction aux clercs de célébrer les offices divins, ... La reddition de la ville le 30 avril 1251 aux troupes de Charles d'Anjou marque l'épilogue de ce mouvement politique.

## Postérité
« La confrérie » a marqué les esprits et particulièrement celui de l'Église qui va pendant de longues années proscrire toutes les associations qui de près ou de loin se réclament de ce vocable. Ce n'est qu'au milieu du XIVe siècle, que l'on voit se dessiner une inflexion de la doctrine ecclésiastique qui reconnaît qu'il peut exister de bonnes confréries. Au XVe siècle, les confréries se multiplient pourtant à Arles, mais ce ne sont plus des associations politiques. Il ne s'agit désormais que de communautés charitables et funéraires.

### Sources
- Louis Stouff, L'Église et la vie religieuse à Arles et en Provence au Moyen Âge, pages 23-35